# Coppa del Mondo di rugby femminile 2002
La Coppa del Mondo di rugby femminile 2002 (in inglese 2002 Women’s Rugby World Cup; in spagnolo Copa Mundial de Rugby Femenino de 2002) fu la 4ª edizione della Coppa del mondo di rugby a 15 femminile per squadre nazionali.
Organizzata dall’International Rugby Board, si tenne in Spagna tra 16 partecipanti dal 13 al 25 maggio 2002; quasi tutti gli incontri si svolsero in Catalogna tranne uno che ebbe luogo a Saragozza e la finale fu disputata allo stadio olimpico di Barcellona.
La vittoria arrise alla Nuova Zelanda, al suo secondo titolo consecutivo, che in finale batté l’Inghilterra 19-9: fu la prima di tre finali-fotocopia che videro le due squadre contendersi il mondiale fino al 2010.

## Storia
Anche l’edizione 2002 fu sostanzialmente un torneo a inviti: non si svolsero gare di qualificazione tranne per un preliminare tra Hong Kong e Giappone, vinto da quest’ultimo, per determinare la seconda squadra asiatica da ammettere alla competizione.
Quattordici delle sedici squadre dell’edizione 1998 furono presenti nel 2002, con l’eccezione di Svezia e Russia sostituite da Samoa e il citato Giappone.
Nel 2002, rispetto all’edizione precedente, le cifre del rugby femminile erano cresciute in molti dei Paesi rappresentati: la Nuova Zelanda dichiarava un incremento del 30% di nuove praticanti solo nell’ultimo anno, l’Inghilterra 400 nuovi club sorti tra le due Coppe, il Canada un record di 20 000 praticanti; incrementi significativi, in termini di club e nuove giocatrici, venivano registrati in altri Paesi come Irlanda e Spagna.
Benché favorita, la squadra campione uscente della Nuova Zelanda entrava nel torneo con l’ombra della prima sconfitta subìta contro l’Inghilterra pochi mesi addietro (la prima partita persa da dieci anni a quella parte), che costituiva un elemento di incertezza sull’esito finale della competizione.

### Il torneo
In realtà il torneo portò alle semifinali per il titolo tre delle squadre piazzatesi ai primi quattro posti della Coppa precedente, con l’eccezione degli Stati Uniti che, dopo tre finali consecutive, finirono nella poule per il quinto posto: a rimpiazzarli fu la Francia la quale tuttavia si trovò la strada verso la finale sbarrata dalle Black Ferns che si imposero per 30-0 mentre le inglesi chiusero la pratica semifinale contro il Canada con un 53-10 che non ammetteva recriminazioni.
La finale, allo Stadio olimpico di Barcellona, vide le neozelandesi vincere 19-9 un incontro con due sole mete totali e confermarsi campionesse del mondo.
Fu la prima di tre finali consecutive tra le due contendenti, che per tutto il decennio monopolizzarono il torneo anche se l’esito finale fu sempre a favore delle giocatrici in maglia nera.

## Squadre partecipanti
| Americhe               | Asia                    | Europa                                                                                         | Oceania                             |
| ---------------------- | ----------------------- | ---------------------------------------------------------------------------------------------- | ----------------------------------- |
| - Canada - Stati Uniti | - Giappone - Kazakistan | - Francia - Galles - Germania - Inghilterra - Irlanda - Italia - Paesi Bassi - Scozia - Spagna | - Australia - Samoa - Nuova Zelanda |

## Impianti
| Città                     | Impianto                             | Capacità | Incontri |
| ------------------------- | ------------------------------------ | -------- | -------- |
| Barcellona                | Camp Municipal de Rugby La Foixarda  | 800      | 1        |
| Barcellona                | Stadio olimpico Lluís Companys       | 55 926   | 2        |
| Cornellà de Llobregat     | Stadio municipale                    |          | 7        |
| Gerona                    | Estadi de Palau Sacosta              | 900      | 10       |
| L'Hospitalet de Llobregat | Stadio di rugby La Feixa Llarga      | 6 740    | 2        |
| Sant Boi de Llobregat     | Stadio Baldiri Aleu                  | 4 000    | 9        |
| Saragozza                 | Centro Deportivo Municipal Velódromo | 2 000    | 1        |

## Formula
Le 16 squadre furono ripartite in 4 gironi di 4 squadre ciascuno (A, B, C e D), e l’accoppiamento riguardò solo la prima giornata; nella successiva le due squadre vincitrici si sarebbero incontrate tra di loro, e così le due perdenti della prima giornata.
La classifica complessiva, calcolata su tali due incontri, avrebbe tenuto conto, a pari punti tra due o più squadre, innanzitutto dei risultati degli incontri diretti tra di esse e a seguire della differenza punti fatti/subiti.
A seguire, le 16 squadre furono ordinate per seeding determinato prioritariamente dalla posizione in classifica nel proprio girone e, a seguire:
1. differenza punti fatti/subiti
2. differenza mete fatte/subite
3. punti fatti
4. punti subiti
5. calci piazzati

Le squadre nei primi 4 posti del seeding disputarono le semifinali per il titolo (Cup), dal quinto all'ottavo quelle per il quinto posto (Plate), dal nono al dodicesimo per il nono posto (Bowl) e quelle degli ultimi 4 posti per il tredicesimo posto (Shield).
Tutti gli incontri furono a eliminazione diretta.

## Gironi
| Girone A                                        | Girone B                                           | Girone C                                   | Girone D                            |
| ----------------------------------------------- | -------------------------------------------------- | ------------------------------------------ | ----------------------------------- |
| - Australia - Galles - Germania - Nuova Zelanda | - Francia - Kazakistan - Paesi Bassi - Stati Uniti | - Giappone - Inghilterra - Italia - Spagna | - Canada - Irlanda - Samoa - Scozia |

## Fase a gironi

### Girone A
| Data      | Incontro                  | Risultato | Sede           |
| --------- | ------------------------- | --------- | -------------- |
| 12-5-2002 | Germania ― Nuova Zelanda  | 0-117     | Cornellà de L. |
| 13-5-2002 | Australia ― Galles        | 30-0      | Sant Boi de L. |
| 17-5-2002 | Germania ― Galles         | 0-75      | Gerona         |
| 18-5-2002 | Australia ― Nuova Zelanda | 3-36      | Cornellà de L. |

|   | Classifica    | G | V | N | P | PF  | PS  | P±   | PT |
| - | ------------- | - | - | - | - | --- | --- | ---- | -- |
| 1 | Nuova Zelanda | 2 | 2 | 0 | 0 | 153 | 3   | +150 | 4  |
| 2 | Australia     | 2 | 1 | 0 | 1 | 33  | 36  | -3   | 2  |
| 3 | Galles        | 2 | 1 | 0 | 1 | 75  | 30  | +45  | 2  |
| 4 | Germania      | 2 | 0 | 0 | 2 | 0   | 192 | -192 | 0  |

### Girone B
| Data      | Incontro                  | Risultato | Sede           |
| --------- | ------------------------- | --------- | -------------- |
| 13-5-2002 | Stati Uniti ― Paesi Bassi | 87-0      | Sant Boi de L. |
| 13-5-2002 | Francia ― Kazakistan      | 31-12     | Sant Boi de L. |
| 17-5-2002 | Paesi Bassi ― Kazakistan  | 10-37     | Girona         |
| 18-5-2002 | Francia ― Stati Uniti     | 21-9      | Girona         |

|   | Classifica  | G | V | N | P | PF | PS  | P±   | PT |
| - | ----------- | - | - | - | - | -- | --- | ---- | -- |
| 1 | Francia     | 2 | 2 | 0 | 0 | 52 | 21  | +31  | 4  |
| 2 | Stati Uniti | 2 | 1 | 0 | 1 | 96 | 21  | +75  | 2  |
| 3 | Kazakistan  | 2 | 1 | 0 | 1 | 49 | 41  | +8   | 2  |
| 4 | Paesi Bassi | 2 | 0 | 0 | 2 | 10 | 124 | -114 | 0  |

### Girone C
| Data      | Incontro             | Risultato | Sede           |
| --------- | -------------------- | --------- | -------------- |
| 12-5-2002 | Spagna ― Giappone    | 62-0      | Cornellà de L. |
| 13-5-2002 | Inghilterra ― Italia | 63-9      | Cornellà de L. |
| 17-5-2002 | Italia ― Giappone    | 30-3      | Sant Boi de L. |
| 18-5-2002 | Spagna ― Inghilterra | 5-13      | Cornellà de L. |

|   | Classifica  | G | V | N | P | PF | PS | P±  | PT |
| - | ----------- | - | - | - | - | -- | -- | --- | -- |
| 1 | Inghilterra | 2 | 2 | 0 | 0 | 76 | 14 | +62 | 4  |
| 2 | Spagna      | 2 | 1 | 0 | 1 | 67 | 13 | +54 | 2  |
| 3 | Italia      | 2 | 1 | 0 | 1 | 39 | 66 | -27 | 2  |
| 4 | Giappone    | 2 | 0 | 0 | 2 | 3  | 92 | -89 | 0  |

### Girone D
| Data      | Incontro         | Risultato | Sede           |
| --------- | ---------------- | --------- | -------------- |
| 12-5-2002 | Canada ― Irlanda | 57-0      | Girona         |
| 13-5-2002 | Scozia ― Samoa   | 13-3      | Girona         |
| 17-5-2002 | Irlanda ― Samoa  | 0-22      | Sant Boi de L. |
| 18-5-2002 | Canada ― Scozia  | 11-0      | Girona         |

|   | Classifica | G | V | N | P | PF | PS | P±  | PT |
| - | ---------- | - | - | - | - | -- | -- | --- | -- |
| 1 | Canada     | 2 | 2 | 0 | 0 | 68 | 0  | +68 | 4  |
| 2 | Scozia     | 2 | 1 | 0 | 1 | 13 | 14 | -1  | 2  |
| 3 | Samoa      | 2 | 1 | 0 | 1 | 25 | 13 | +12 | 2  |
| 4 | Irlanda    | 2 | 0 | 0 | 2 | 0  | 79 | -79 | 0  |

### Classifica combinata eseeding
|    | Classifica    | G | V | N | P | PF  | PS  | P±   | PT |
| -- | ------------- | - | - | - | - | --- | --- | ---- | -- |
| 1  | Nuova Zelanda | 2 | 2 | 0 | 0 | 153 | 3   | +150 | 4  |
| 2  | Canada        | 2 | 2 | 0 | 0 | 68  | 0   | +68  | 4  |
| 3  | Inghilterra   | 2 | 2 | 0 | 0 | 76  | 14  | +62  | 4  |
| 4  | Francia       | 2 | 2 | 0 | 0 | 52  | 21  | +31  | 4  |
| 5  | Stati Uniti   | 2 | 1 | 0 | 1 | 96  | 21  | +75  | 2  |
| 6  | Spagna        | 2 | 1 | 0 | 1 | 67  | 13  | +54  | 2  |
| 7  | Scozia        | 2 | 1 | 0 | 1 | 13  | 14  | -1   | 2  |
| 8  | Australia     | 2 | 1 | 0 | 1 | 33  | 36  | -3   | 2  |
| 9  | Galles        | 2 | 1 | 0 | 1 | 75  | 30  | +45  | 2  |
| 10 | Samoa         | 2 | 1 | 0 | 1 | 25  | 13  | +12  | 2  |
| 11 | Kazakistan    | 2 | 1 | 0 | 1 | 49  | 41  | +8   | 2  |
| 12 | Italia        | 2 | 1 | 0 | 1 | 39  | 66  | -27  | 2  |
| 13 | Irlanda       | 2 | 0 | 0 | 2 | 0   | 79  | -79  | 0  |
| 14 | Giappone      | 2 | 0 | 0 | 2 | 3   | 92  | -89  | 0  |
| 15 | Paesi Bassi   | 2 | 0 | 0 | 2 | 10  | 124 | -114 | 0  |
| 16 | Germania      | 2 | 0 | 0 | 2 | 0   | 194 | -194 | 0  |

## Fase aplay-off

### Play-offper il 13º posto
|  | Semifinali  | Semifinali  | Semifinali |          |         | Finale 13º posto | Finale 13º posto | Finale 13º posto |  |
|  |             |             |            |          |         |                  |                  |                  |  |
|  | Irlanda     | Irlanda     | 18         |          |         |                  |                  |                  |  |
|  | Irlanda     | Irlanda     | 18         |          |         |                  |                  |                  |  |
|  | Germania    | Germania    | 0          |          |         |                  |                  |                  |  |
|  | Germania    | Germania    | 0          |          | Irlanda | Irlanda          | 23               |                  |  |
|  |             |             |            |          | Irlanda | Irlanda          | 23               |                  |  |
|  |             |             | Giappone   | Giappone | 3       |                  |                  |                  |  |
|  | Giappone    | Giappone    | Giappone   | Giappone | 3       | 37               |                  |                  |  |
|  | Giappone    | Giappone    |            |          |         | 37               |                  |                  |  |
|  | Paesi Bassi | Paesi Bassi | 3          |          |         | Finale 15º posto | Finale 15º posto | Finale 15º posto |  |
|  | Paesi Bassi | Paesi Bassi | 3          |          |         |                  |                  |                  |  |
|  |             |             |            |          |         |                  |                  |                  |  |
|  |             |             |            |          |         | Germania         | Germania         | 19               |  |
|  |             |             |            |          |         | Germania         | Germania         | 19               |  |
|  |             |             |            |          |         | Paesi Bassi      | Paesi Bassi      | 20               |  |

#### Semifinali
| Girona 20 maggio 2002, ore 16:30 UTC+2 | Germania | 0 – 18 referto | Irlanda | Estadi de Palau |
| mt Kelly Steed tr Belton c.p. Belton   |          |                |         |                 |
|                                        |          |                |         |                 |
|                                        | mt       | Kelly Steed    |         |                 |
|                                        | tr       | Belton         |         |                 |
|                                        | c.p.     | Belton         |         |                 |

| Girona 20 maggio 2002, ore 18:30 UTC+2                                             | Giappone | 37 – 3 referto | Paesi Bassi | Estadi de Palau |
| Asami (2) Sasaki (2) Okada Udagawa mt Yoshioka Koga tr Yoshioka Koga c.p. Adriaens |          |                |             |                 |
|                                                                                    |          |                |             |                 |
| Asami (2) Sasaki (2) Okada Udagawa                                                 | mt       |                |             |                 |
| Yoshioka Koga                                                                      | tr       |                |             |                 |
| Yoshioka Koga                                                                      | c.p.     | Adriaens       |             |                 |

#### Finale per il 15º posto
| Saragozza 24 maggio 2002, ore 18 UTC+2 | Germania | 19 – 20 referto | Paesi Bassi | C.D.M. Velódromo |

#### Finale per il 13º posto
| Girona 24 maggio 2002, ore 18 UTC+2                  | Giappone | 23 – 3 referto | Irlanda | Estadi de Palau |
| mt O'Loughlin (2) tr Reid (2) Yoshioka c.p. Reid (3) |          |                |         |                 |
|                                                      |          |                |         |                 |
|                                                      | mt       | O'Loughlin (2) |         |                 |
|                                                      | tr       | Reid (2)       |         |                 |
| Yoshioka                                             | c.p.     | Reid (3)       |         |                 |

### Play-offper il 9º posto
|  | Semifinali | Semifinali | Semifinali |       |        | Finale 9º posto  | Finale 9º posto  | Finale 9º posto  |  |
|  |            |            |            |       |        |                  |                  |                  |  |
|  | Galles     | Galles     | 35         |       |        |                  |                  |                  |  |
|  | Galles     | Galles     | 35         |       |        |                  |                  |                  |  |
|  | Italia     | Italia     | 3          |       |        |                  |                  |                  |  |
|  | Italia     | Italia     | 3          |       | Galles | Galles           | 14               |                  |  |
|  |            |            |            |       | Galles | Galles           | 14               |                  |  |
|  |            |            | Samoa      | Samoa | 17     |                  |                  |                  |  |
|  | Samoa      | Samoa      | Samoa      | Samoa | 17     | 9                |                  |                  |  |
|  | Samoa      | Samoa      |            |       |        | 9                |                  |                  |  |
|  | Kazakistan | Kazakistan | 3          |       |        | Finale 11º posto | Finale 11º posto | Finale 11º posto |  |
|  | Kazakistan | Kazakistan | 3          |       |        |                  |                  |                  |  |
|  |            |            |            |       |        |                  |                  |                  |  |
|  |            |            |            |       |        | Italia           | Italia           | 3                |  |
|  |            |            |            |       |        | Italia           | Italia           | 3                |  |
|  |            |            |            |       |        | Kazakistan       | Kazakistan       | 20               |  |

#### Semifinali
| Sant Boi de Llobregat 20 maggio 2002, ore 16:30 UTC+2                                                  | Galles | 35 – 3 referto | Italia | Stadio Baldiri Aleu |
| Flowers 11’ Jones 20’, 70’ Dent 66’ Berry 80+4’ mt Thomas 11’, 20’ tr Thomas 51’, 55’ c.p. 29’ Zanetti |        |                |        |                     |
| |        |                |        |                     |
| Flowers 11’ Jones 20’, 70’ Dent 66’ Berry 80+4’                                                        | mt     |                |        |                     |
| Thomas 11’, 20’                                                                                        | tr     |                |        |                     |
| Thomas 51’, 55’                                                                                        | c.p.   | 29’ Zanetti    |        |                     |

| Sant Boi de Llobregat 20 maggio 2002, ore 18:30 UTC+2 | Samoa | 9 – 5 referto | Kazakistan | Stadio Baldiri Aleu |
| mt Černenko Autagavaia (3) c.p.                       |       |               |            |                     |
|                                                       |       |               |            |                     |
|                                                       | mt    | Černenko      |            |                     |
| Autagavaia (3)                                        | c.p.  |               |            |                     |

#### Finale per l’11º posto
| Sant Boi de Llobregat 24 maggio 2002, ore 12 UTC+2                                             | Kazakistan | 20 – 3 referto | Italia | Stadio Baldiri Aleu |
| tecnica 23’ Val’ja 35’ Žernovnikova 45’ mt Daurembajeva 23’ tr Nedospasova 2’ c.p. 63’ Zanetti |            |                |        |                     |
|                                                                                                |            |                |        |                     |
| tecnica 23’ Val’ja 35’ Žernovnikova 45’                                                        | mt         |                |        |                     |
| Daurembajeva 23’                                                                               | tr         |                |        |                     |
| Nedospasova 2’                                                                                 | c.p.       | 63’ Zanetti    |        |                     |

#### Finale per il 9º posto
| Sant Boi de Llobregat 24 maggio 2002, ore 18:30 UTC+2 | Galles | 14 – 17 referto | Samoa | Stadio Baldiri Aleu |
| Dent mt Thomas (2) Dent c.p.                          |        |                 |       |                     |
|                                                       |        |                 |       |                     |
| Dent                                                  | mt     |                 |       |                     |
| Thomas (2) Dent                                       | c.p.   |                 |       |                     |

### Play-offper il 5º posto
|  | Semifinali  | Semifinali  | Semifinali |        |           | Finale 5º posto | Finale 5º posto | Finale 5º posto |  |
|  |             |             |            |        |           |                 |                 |                 |  |
|  | Stati Uniti | Stati Uniti | 5          |        |           |                 |                 |                 |  |
|  | Stati Uniti | Stati Uniti | 5          |        |           |                 |                 |                 |  |
|  | Australia   | Australia   | 17         |        |           |                 |                 |                 |  |
|  | Australia   | Australia   | 17         |        | Australia | Australia       | 30              |                 |  |
|  |             |             |            |        | Australia | Australia       | 30              |                 |  |
|  |             |             | Scozia     | Scozia | 0         |                 |                 |                 |  |
|  | Spagna      | Spagna      | Scozia     | Scozia | 0         | 16              |                 |                 |  |
|  | Spagna      | Spagna      |            |        |           | 16              |                 |                 |  |
|  | Scozia      | Scozia      | 23         |        |           | Finale 7º posto | Finale 7º posto | Finale 7º posto |  |
|  | Scozia      | Scozia      | 23         |        |           |                 |                 |                 |  |
|  |             |             |            |        |           |                 |                 |                 |  |
|  |             |             |            |        |           | Stati Uniti     | Stati Uniti     | 23              |  |
|  |             |             |            |        |           | Stati Uniti     | Stati Uniti     | 23              |  |
|  |             |             |            |        |           | Spagna          | Spagna          | 5               |  |

#### Semifinali
| Girona 21 maggio 2002, ore 11 UTC+2          | Australia | 17 – 5 referto | Stati Uniti | Estadi de Palau |
| Andrew Blazejewski Wickert mt Lake Ormsby tr |           |                |             |                 |
|                                              |           |                |             |                 |
| Andrew Blazejewski Wickert                   | mt        | Lake           |             |                 |
| Ormsby                                       | tr        |                |             |                 |

| Cornellà de Llobregat 21 maggio 2002, ore 16:30 UTC+2 | Scozia | 23 – 16 referto | Spagna | Stadio Municipale |

#### Finale per il 7º posto
| Barcellona 25 maggio 2002, ore 11 UTC+2        | Stati Uniti | 23 – 5 referto | Spagna | La Foixarda |
| Hale Knight Stewart mt Aerts tr Aerts (2) c.p. |             |                |        |             |
|                                                |             |                |        |             |
| Hale Knight Stewart                            | mt          |                |        |             |
| Aerts                                          | tr          |                |        |             |
| Aerts (2)                                      | c.p.        |                |        |             |

#### Finale per il 5º posto
| L'Hospitalet de Llobregat 25 maggio 2002, ore 11 UTC+2 | Australia | 30 – 0 | Scozia | Estadi de Rugbi |

### Play-offper il titolo
|  | Semifinali    | Semifinali    | Semifinali  |             |               | Finale          | Finale          | Finale          |  |
|  |               |               |             |             |               |                 |                 |                 |  |
|  | Nuova Zelanda | Nuova Zelanda | 30          |             |               |                 |                 |                 |  |
|  | Nuova Zelanda | Nuova Zelanda | 30          |             |               |                 |                 |                 |  |
|  | Francia       | Francia       | 0           |             |               |                 |                 |                 |  |
|  | Francia       | Francia       | 0           |             | Nuova Zelanda | Nuova Zelanda   | 19              |                 |  |
|  |               |               |             |             | Nuova Zelanda | Nuova Zelanda   | 19              |                 |  |
|  |               |               | Inghilterra | Inghilterra | 9             |                 |                 |                 |  |
|  | Canada        | Canada        | Inghilterra | Inghilterra | 9             | 10              |                 |                 |  |
|  | Canada        | Canada        |             |             |               | 10              |                 |                 |  |
|  | Inghilterra   | Inghilterra   | 53          |             |               | Finale 3º posto | Finale 3º posto | Finale 3º posto |  |
|  | Inghilterra   | Inghilterra   | 53          |             |               |                 |                 |                 |  |
|  |               |               |             |             |               |                 |                 |                 |  |
|  |               |               |             |             |               | Francia         | Francia         | 41              |  |
|  |               |               |             |             |               | Francia         | Francia         | 41              |  |
|  |               |               |             |             |               | Canada          | Canada          | 7               |  |

#### Semifinali
| Gerona 21 maggio 2002, ore 13 UTC+2                                      | Canada | 10 – 53 referto                           | Inghilterra | Estadi de Palau |
| McAuley Sparling mt Crawford (2) Day (3) De Biase Feltham (2) tr Rae (2) |        |                                           |             |                 |
|                                                                          |        |                                           |             |                 |
| McAuley Sparling                                                         | mt     | Crawford (2) Day (3) De Biase Feltham (2) |             |                 |
|                                                                          | tr     | Rae (2)                                   |             |                 |

| Cornellà de Llobregat 21 maggio 2002, ore 18:30 UTC+2                     | Nuova Zelanda | 30 – 0 referto | Francia | Stadio Municipale |
| Luia’ana Robinson T. Wilson Kahura mt T. Wilson (2) tr T. Wilson (2) c.p. |               |                |         |                   |
|                                                                           |               |                |         |                   |
| Luia’ana Robinson T. Wilson Kahura                                        | mt            |                |         |                   |
| T. Wilson (2)                                                             | tr            |                |         |                   |
| T. Wilson (2)                                                             | c.p.          |                |         |                   |

#### Finale per il 3º posto
| Barcellona 25 maggio 2002, ore 15 UTC+2                                                 | Francia | 41 – 7 referto                           | Canada | Stadio olimpico |
| Foster mt Flaugère Plantet (2) Amiel (2) Donnadieu McCallum tr Sartini (4) c.p. Sartini |         |                                          |        |                 |
|                                                                                         |         |                                          |        |                 |
| Foster                                                                                  | mt      | Flaugère Plantet (2) Amiel (2) Donnadieu |        |                 |
| McCallum                                                                                | tr      | Sartini (4)                              |        |                 |
|                                                                                         | c.p.    | Sartini                                  |        |                 |

#### Finale
| Arbitro: | Giulio de Santis |

| |              | |
| | mt           | 1’ Hirovanaa 47’ Waaka |
| Rae 5’, 30’ | c.p.         | 4’, 14’ Wilson 80’ Myers |
| Rae 3’ | drop         | |
| · George · Crawford · Jupp · 73’ Rudge · Day · 56’ 61’ Rae · Yapp · 53’ M. Edwards · 30-40’ Garnett · Huxford · Henderson · 75’ Andrews · 53’ Phillips · Stevens · Frost | Formazioni   | · T. Wilson · Kahura · Rush · Shortland 66’ · Marsh · A. Richards · Hirovanaa · Sheck 52’ · Palmer · Luia’ana · Codling · Heighway 64-74’ · Waaka · Lili’i 75’ · Martin |
| · 53’ O’Reilly · 53’ Clayton · 56’ 61’ Appleby · 73’ De Biase · 75’ Burns                                                                                                | Sostituzioni | · Va’aga 52’ · Myers 66’ · Robinson 75’ |
| Geoff Richards | Allenatori   | Darryl Suasua |

## Classifica finale
|    | Squadra       |
| -- | ------------- |
|    | Nuova Zelanda |
|    | Inghilterra   |
|    | Francia       |
| 4  | Canada        |
| 5  | Australia     |
| 6  | Scozia        |
| 7  | Stati Uniti   |
| 8  | Spagna        |
| 9  | Samoa         |
| 10 | Galles        |
| 11 | Kazakistan    |
| 12 | Italia        |
| 13 | Giappone      |
| 14 | Irlanda       |
| 15 | Paesi Bassi   |
| 16 | Germania      |